# 黄翠雀花
黄翠雀花（学名：Delphinium luteum）是毛茛科翠雀属多年生草本植物，是美国加利福尼亚特有植物，生于海拔50米以下的湿润崖壁、沿海草地或灌丛。黄翠雀花与红翠雀花亲缘关系很近。和红翠雀花一样，黄翠雀花也由蜂鸟授粉。由于分布极狭、数量稀少，黄翠雀花被美国列为濒危植物。

## 图集

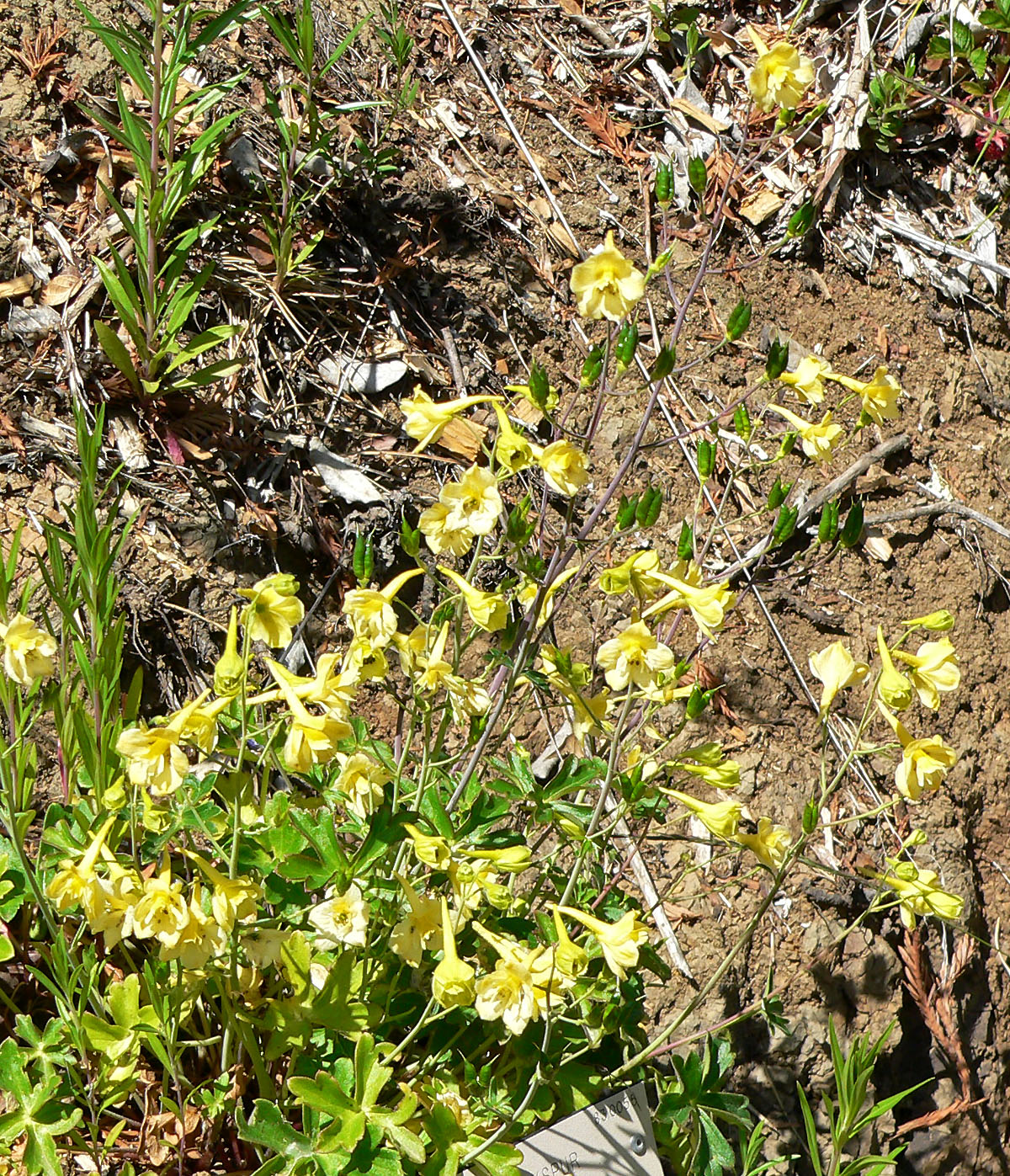
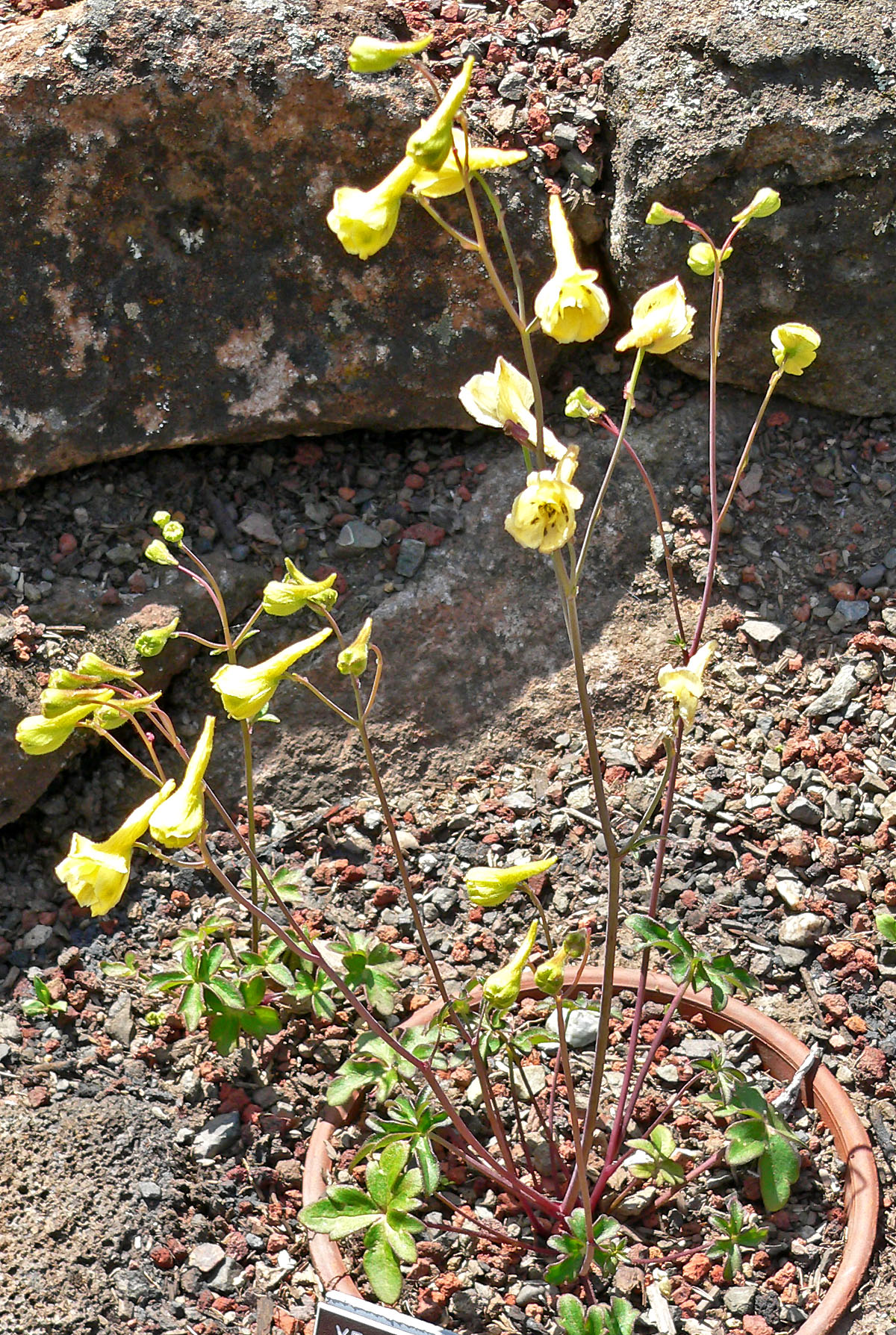
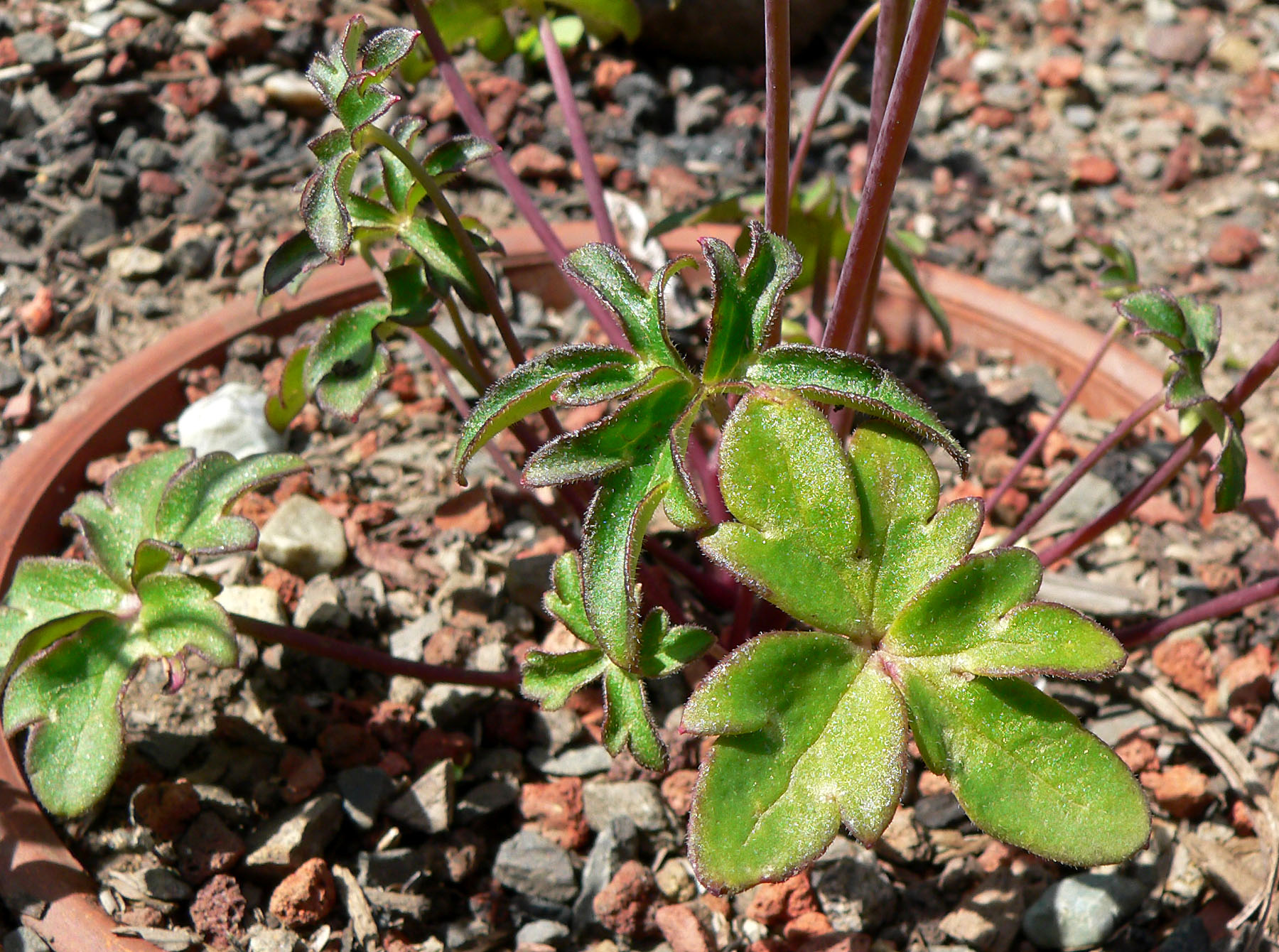
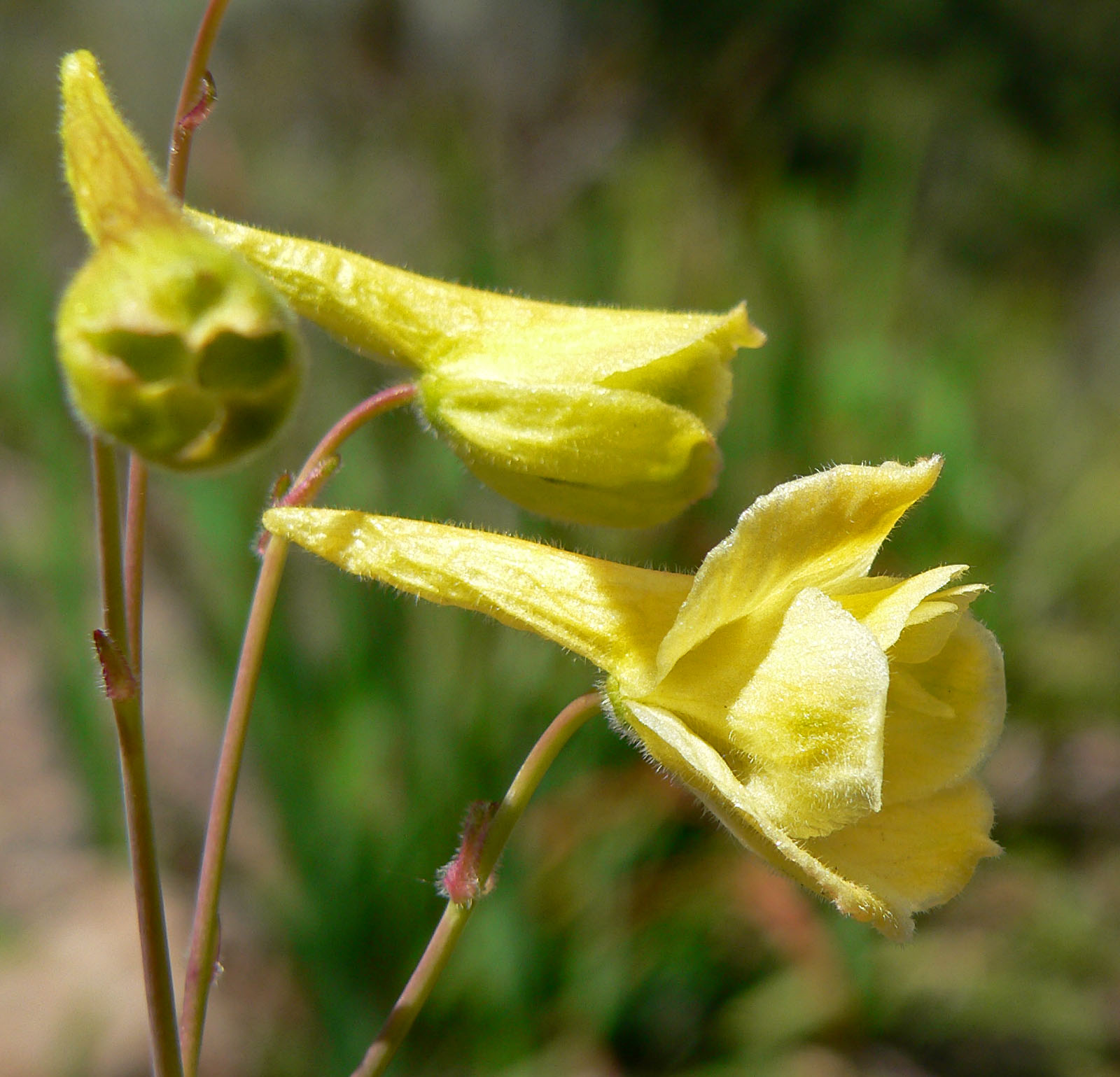
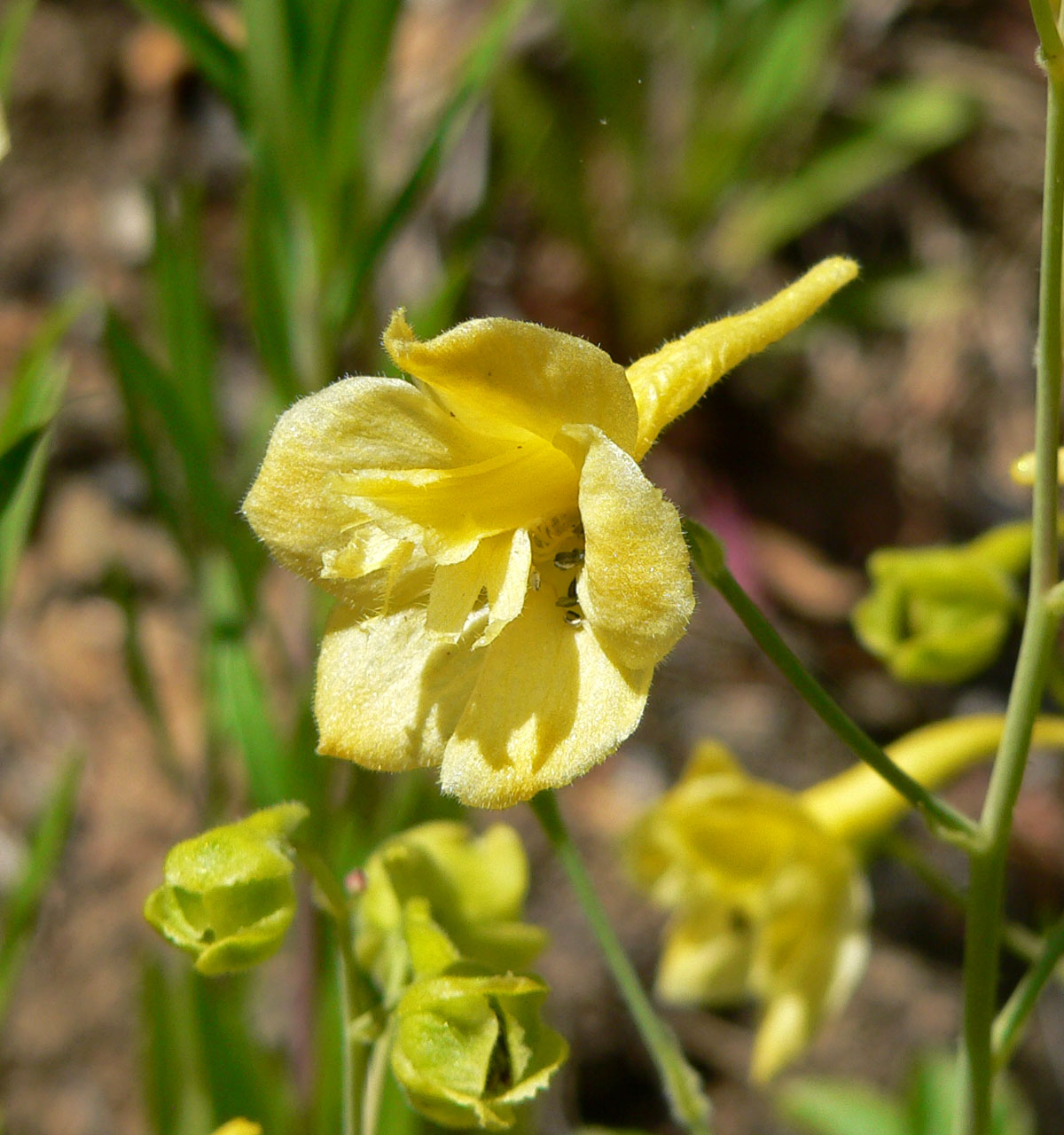